# Wanda Kosmo
Wanda Kosmo, nome artístico de Wanda Nerina Luizi (Santa Rita do Sapucaí, 5 de julho de  1930 – Rio de Janeiro, 27 de janeiro de 2007), foi uma escritora, dramaturga, Produtora cinematográfica, autora, atriz e diretora brasileira de televisão e cinema.

## Biografia
Nascida no sul de Minas Gerais, Wanda mudou-se para o Rio de Janeiro em 1953, quando conheceu Olavo de Barros, diretor da TV Tupi do Rio. Inicialmente contratada como teleatriz, um ano depois já escrevia histórias para a televisão.
Casou-se pouco tempo depois com o ator José Luiz Pinho. Participou de várias importantes companhias teatrais brasileiras, como as de Alda Garrido, Maria Della Costa, bem como do Teatro Brasileiro de Comédia. Na época, as companhias costumavam encenar, além das peças, teleteatros para a televisão, os quais foram as primeiras experiências de Wanda como diretora, que logo passou a ser a diretora titular do TV de Vanguarda.
Durante as décadas de 60 e 70, Wanda destacou-se por ser uma das únicas mulheres de TV, agindo em todas as áreas do processo, em contraponto aos homens de TV como Cassiano Gabus Mendes e Walter Avancini. Já em meados dos anos 1980, destacou-se em algumas novelas da Rede Globo, como Roque Santeiro (1985), em que viveu Marcelina, a sogra que infernizava a vida de Sinhozinho Malta (Lima Duarte). Pouco depois, perdeu um de seus filhos num acidente de carro, um dos motivos para que se retirasse de cena.
Wanda Kosmo faleceu no Rio de Janeiro em 2007, vítima de um câncer no pulmão com metástase. Foi sepultada no Cemitério de São João Batista, em Botafogo, zona sul do Rio.

## Filmografia

### Televisão

Ruth de Sousa, Carlos Zara, Nieta Junqueira, Nydia Licia e Wanda Kosmo na peça O Vestido de Noiva, 1958. Arquivo Nacional

| Ano       | Título                            | Personagem         | Notas                    |
| --------- | --------------------------------- | ------------------ | ------------------------ |
| 1992      | Teresa Batista                    | Bolo Fofo          |                          |
| 1991      | Ilha das Bruxas                   | Constância         |                          |
| 1990      | Fronteiras do Desconhecido        | —                  | Episódio: "O Retorno"    |
| 1988      | Os Trapalhões                     | —                  | Participação             |
| 1987      | O Outro                           | Yolanda            |                          |
| 1985      | Roque Santeiro                    | Marcelina          |                          |
| 1984      | Amor com Amor Se Paga             | Elvira             |                          |
| 1984      | Caso Verdade                      | Judite             | Episódio: "Não Roubarás" |
| 1979      | Cara a Cara                       | Amália             |                          |
| 1977      | O Espantalho                      | Manoela            |                          |
| 1976      | Saramandaia                       | Fifi               |                          |
| 1974      | Teatro 2                          | —                  | Episódio: "Yerma"        |
| 1973      | O Bem Amado                       | Ruth               |                          |
| 1970      | Pigmalião 70                      | Baronesa           |                          |
| 1969      | Algemas de Ouro                   | Adélia             |                          |
| 1969      | O Bolha                           | Patrícia Oliveira  |                          |
| 1968      | Sozinho no Mundo                  | —                  |                          |
| 1967      | Estrelas no Chão                  | Madalena           |                          |
| 1965      | O Pecado de Cada Um               | Ester              |                          |
| 1964      | Gutierritos, o Drama dos Humildes | —                  |                          |
| 1964      | Se o Mar Contasse                 | Tia Bé             |                          |
| 1962      | Prelúdio, A Vida de Chopin        | Justina Chopin     |                          |
| 1958      | David Copperfield                 | —                  |                          |
| 1952-1964 | Grande Teatro Tupi                | Vários personagens |                          |

Televisão - parte técnica
| Ano       | Trabalho Escalação      | Parceiros         |
| --------- | ----------------------- | ----------------- |
| 1970      | Tilim                   | Diretora          |
| 1968      | O Coração não Envelhece | Autora            |
| 1968      | Sozinho no Mundo        | Diretora          |
| 1968      | O Rouxinol da Galileia  | Diretora          |
| 1967      | Meu Filho, Minha Vida   | Diretora          |
| 1967      | Estrelas no Chão        | Diretora          |
| 1966      | O Anjo e o Vagabundo    | Diretora          |
| 1966      | Calúnia                 | Diretora          |
| 1965      | A Cor de Sua Pele       | Diretora          |
| 1965      | Olhos que Amei          | Diretora          |
| 1965      | O Mestiço               |                   |
| 1965      | O Pecado de Cada Um     | Autora e diretora |
| 1957-1964 | Grande Teatro Tupi      | Autora e diretora |

### Cinema
| Ano  | Título                            | Personagem         |
| ---- | --------------------------------- | ------------------ |
| 1984 | A Doutora É Boa Paca              | —                  |
| 1983 | Elas só Transam no Disco          | Sogra              |
| 1982 | Excitação Diabólica               | Prostituta         |
| 1982 | A Noite das Taras II              | Débora             |
| 1980 | Motel, Refúgio do Amor            | —                  |
| 1980 | A Praga                           | A Bruxa            |
| 1978 | A Sepultura                       | —                  |
| 1975 | Cada um Dá o que Tem              | Mulher de Manguaça |
| 1975 | O Sexualista                      | Dona Amália        |
| 1975 | O Predileto                       | Judith             |
| 1975 | A Filha do Padre                  | Lolita             |
| 1974 | O Exorcismo Negro                 | Malvina            |
| 1974 | O Signo de Escorpião              | Marta - Peixes     |
| 1973 | Sob o Domínio do Sexo             | Milionária         |
| 1972 | As Mulheres Amam por Conveniência | Mãe de Regina      |
| 1958 | O Pão Que o Diabo Amassou         | —                  |
| 1950 | Caraça, Porta do Céu              | —                  |

### Teatro
- 1986 - Fedra
- 1983 - Coragem Meu Bem, Coragem
- 1981 - Can-Can (Direção)
- 1978 - Macunaíma
- 1977 - O Hóspede Inesperado
- 1971 - Assunta do 21
- 1959 - Oração para Uma Negra  (Direção com Nydia Licia)
- 1958 - Vestido de Noiva
- 1955 - A Moratória
- 1955 - Com a Pulga Atrás da Orelha
- 1955 - Mirandolina
- 1954 - A Filha de Iório
- 1954 - O Canto da Cotovia
- 1952 - Dona Xepa
- 1951 - Josefina e o Ladrão
- 1951 - O Complexo de Meu Marido

## Prêmios e Indicações
| Ano  | Prêmio                | Indicação                | Trabalho      | Resultado | ref   |
| ---- | --------------------- | ------------------------ | ------------- | --------- | ----- |
| 1971 | Prêmio APCA           | Melhor Atriz de Teatro   | Assunta do 21 | Venceu    | [ 4 ] |
| 1963 | Troféu Roquette Pinto | Melhor Produtora Teatral | —             | Venceu    | [ 5 ] |